# Geyssans
Geyssans ist eine französische Gemeinde mit 739 Einwohnern (Stand: 1. Januar 2022) im Département Drôme in der Region Auvergne-Rhône-Alpes; sie gehört zum Arrondissement Valence und zum Kanton Drôme des collines. Die Einwohner werden Clérieusois genannt.

## Geographie
Geyssans liegt etwa 23 Kilometer nordnordöstlich von Valence. Am nordwestlichen Rand der Gemeinde fließt der kleine Fluss Chalon entlang. Umgeben wird Geyssans von den Nachbargemeinden Le Chalon im Norden, Saint-Michel-sur-Savasse im Nordosten und Osten, Châtillon-Saint-Jean im Osten und Südosten, Triors im Südosten, Génissieux im Süden, Peyrins im Südwesten und Westen sowie Arthémonay im Nordwesten.

## Bevölkerungsentwicklung
| Jahr                       | 1911 | 1962 | 1968 | 1975 | 1982 | 1990 | 1999 | 2006 | 2019 |
| -------------------------- | ---- | ---- | ---- | ---- | ---- | ---- | ---- | ---- | ---- |
| Einwohner                  | 409  | 274  | 261  | 263  | 308  | 408  | 468  | 539  | 717  |
| Quellen: Cassini und INSEE |      |      |      |      |      |      |      |      |      |

## Sehenswürdigkeiten
- Kirche Saint-Martin
- Kirche Saint-Ange

## Geschichte
Kaiser Lothar I. schenkte Geyssans im 9. Jahrhundert dem Grafen von Vienne, der es an religiöse Orden aus seiner Stadt Vienne weiter vergab. Im 11. Jahrhundert kam der Ort an die Herren von Lambert-François, danach an den Dauphin von Viennois. Die Dauphins vergaben das Lehen 1334 an die Beaumont und kurz danach an die Beauvoir. 1357 ging es durch Heirat an die Herren von Clermont-Chaste über, die es bis Anfang des 18. Jahrhunderts hielten. 1768 erwarben es die Bally de Bourchenu, Herren von Triors, als letzte Grundherren vor der Revolution. Von der Burg oberhalb des Ortes gibt es keine Überreste.